# Cooper Koch
Cooper Koch (Los Angeles, 16 luglio 1996) è un attore statunitense.
È noto per la sua interpretazione nella serie antologica Monster: The Lyle and Erik Menendez Story (2024), per la quale ha ricevuto la candidatura al Premio Emmy e al Golden Globe come migliore attore in una mini-serie o film per la televisione.

## Biografia
È nato il 16 luglio 1996 a Los Angeles; figlio di Billy Koch, editor degli effetti visivi (ha preso parte alla produzione di film come Space Jam e Jerry Maguire), ha un fratello gemello, Payton, ed è nipote del produttore Hawk Koch nonché pronipote del regista Howard W. Koch.
Ha scoperto la sua passione per la recitazione già all'età di cinque anni, venendo coinvolto come attore in piccoli spettacoli teatrali, mentre durante le scuole superiori ha partecipato a diversi musical. Il suo debutto sul grande schermo è avvenuto nel 2007 con un ruolo minore nel film Il caso Thomas Crawford di Gregory Hoblit con Anthony Hopkins e Ryan Gosling. Si è laureato nel 2018 presso la Pace University, conseguendo un bachelor's degree in belle arti e per pagarsi gli studi ha lavorato anche come modello.
Nel 2020 ha interpretato un ruolo da protagonista nel film televisivo Il Natale che vorrei, recitando accanto a Chris Noth. Nello stesso anno ha recitato in due episodi della serie Power Book II: Ghost. Nel 2022 ha recitato in due film a tematica LGBT: l'horror Swallowed e il thriller They/Them, nel quale recitano anche Kevin Bacon e Anna Chlumsky. Nel 2024 interpreta Erik Menéndez nella seconda stagione di Monster.

## Vita privata
È dichiaratamente omosessuale.

## Filmografia

### Cinema
- Il caso Thomas Crawford (Fracture), regia di Gregory Hoblit (2007)
- Swallowed, regia di Carter Smith (2022)
- They/Them, regia di John Logan (2022)

### Cortometraggi
- Mine, regia di Erica Ortiz (2017)
- Me Da La Lata, regia di Lipmann Wong (2018)
- The Latent, regia di Peter Haffenreffer (2018)
- Decadeless, regia di Aubrey Peeples (2018)
- Daddy, regia di Christian Coppola (2019)
- 4 Floors Up, regia di Thomas Bayne (2021)

### Televisione
- West 40s – serie TV, 1 episodio (2018)
- Less Than Zero – film TV (2019)
- Il Natale che vorrei (A New York Christmas Wedding), regia di Otoja Abit – film TV (2020)
- Power Book II: Ghost – serie TV, 2 episodi (2020)
- Monster – miniserie TV, 9 episodi (2024)

## Riconoscimenti
- Golden Globe
  - 2025 - Candidatura per il miglior attore in una mini-serie o film per la televisione per Monsters: la storia di Lyle ed Erik Menendez

## Doppiatori italiani
Nelle versioni in italiano delle opere in cui ha recitato, Cooper Koch è stato doppiato da:
- Alessandro Campaiola in Monsters - La storia di Lyle ed Erik Menendez